# Oliver Dunk

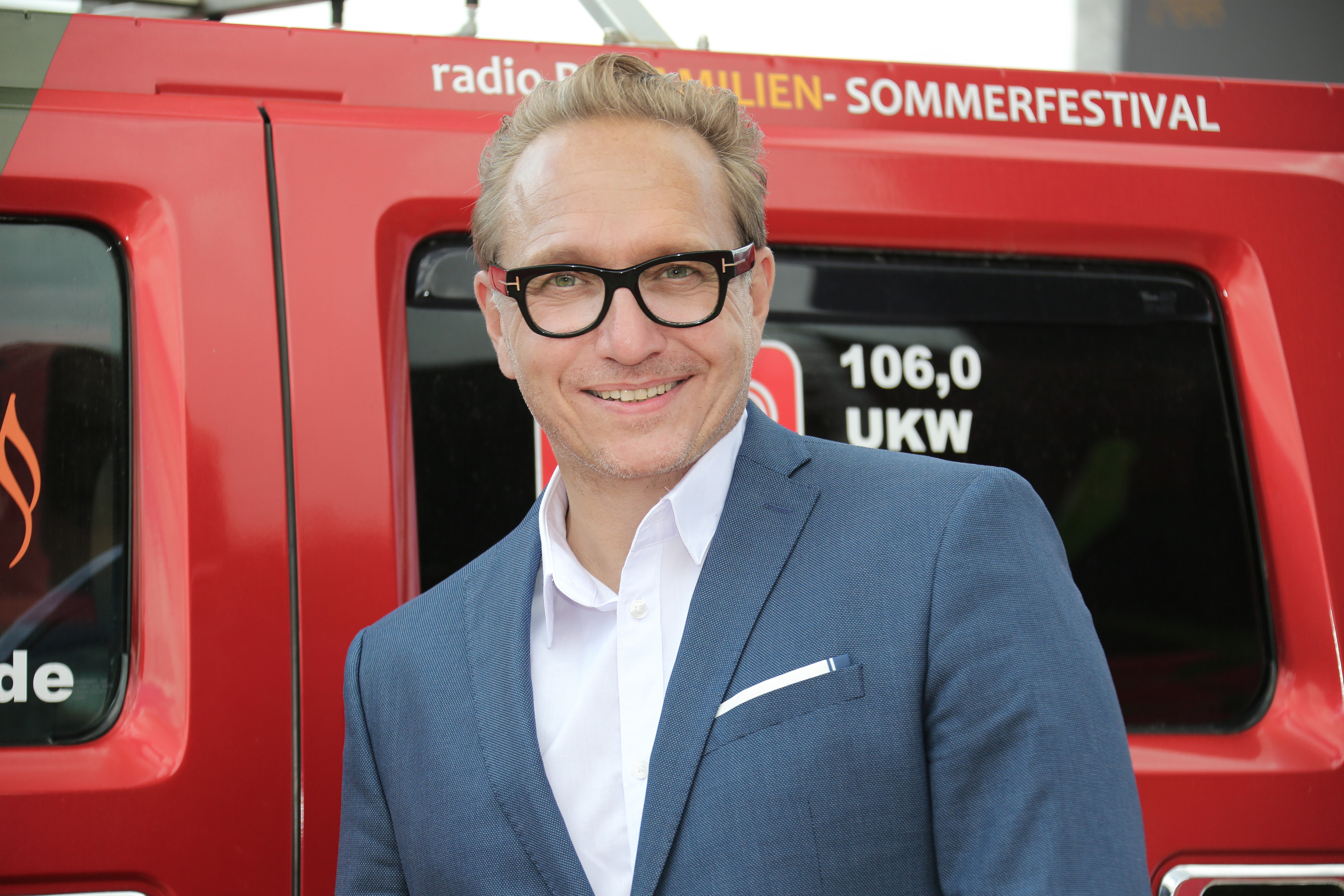

Oliver Dunk (* 24. Juli 1963 in Berlin) ist ein deutscher Journalist und Unternehmer. Er ist geschäftsführender Gesellschafter der dunk media group, einer Unternehmensgruppe, die Radiosender, einen Rundfunk-Nachrichtendienst und eine Medienberatung betreibt.

## Leben und Wirken
Aufgewachsen im Berliner Ortsteil Gesundbrunnen, startete Dunk 1978 bereits als Jugendlicher seine Radiokarriere bei RIAS Berlin als Reporter und Moderator im Kinderfunk und Jugendfunk (RIAS Treffpunkt). Nach einem Volontariat führte ihn der Weg über den Sender Freies Berlin (SFB) und die live Hörfunk- und Fernsehredaktion zu einem der ersten privaten Radiosender West-Berlins, Hundert,6.
In den 1990er-Jahren wirkte Oliver Dunk als Redaktionsleiter und Moderator bei Sat.1 unter anderem im Regionalprogramm. 1995 wurde er bei Sat.1 Chefredakteur des Deutschlandreports.
Im Jahr 2000 gründete Dunk die Medienberatungsagentur Part of Success, die sich auf Öffentlichkeitsarbeit für Unternehmen, Verbände und Parteien spezialisiert hat. 2003 entwickelte er den Shoppingsender kaufradio, der über das digitale Radio DAB verbreitet wurde. Im selben Jahr gründete er die Radio B2 GmbH, die heute die Radiosender Schlager Radio, Schlager Radio plus, Radio Gold, Star Sat Radio, MAXX FM und Lounge Plus Chillout Radio betreibt.
2005 startete Oliver Dunk auf UKW den privaten Radiosender OldieStar Radio. Seit 2011 sendet mit Schlager Radio
das Nachfolgeprogramm auf unterschiedlichen UKW- und DAB+-Frequenzen in zahlreichen Bundesländern.
Neben der Radio B2 GmbH betreibt Oliver Dunk seit 2011 den Audio-Nachrichtendienst Radio AKTUELL GmbH. Die Gesellschaft vertreibt an nationale, regionale und lokale Radiosender Audionachrichten und Hörfunkbeiträge.

## Auszeichnungen
2023 wurde Oliver Dunk vom Branchendienst Kress zu einem der besten Radiomanager in Deutschland gekürt. Zur Begründung hieß es: "Dunk hat eine kleine, aber feine Sendergruppe aufgebaut, aus der das expandierende Schlager Radio herausragt." Im November 2014 wurde er im Rahmen der smago! Awards mit dem Preis „Radio Deutschland“ für seine Verdienste um den Deutschen Schlager von der Arbeitsgemeinschaft Deutscher Schlager und Volksmusik e.V. (ADS) ausgezeichnet.

## Soziales Engagement
Oliver Dunk ist Mitbegründer des Lions Clubs Berlin Gendarmenmarkt. Seit März 2018 ist er stellvertretender Vorsitzender des Take Off Award – Förderverein für Bildung, Ausbildung und Mitmenschlichkeit e.V. Der Verein verleiht jährlich Preise für ehrenamtliches Engagement in Deutschland. 2019 wurde Dunk zum Vorsitzenden des Beirates des Studiengangs Wirtschaftswissenschaften Medien- und Eventmanagement an der BBW Hochschule Berlin gewählt.